# Stefan Wyszyński
Blahoslavený Stefan kardinál Wyszyński [stefan vyšyňski] (3. srpna 1901, Zuzela – 28. května 1981, Varšava) byl arcibiskupem Varšavy a Hnězdna, kardinálem, polským primasem, obráncem lidské důstojnosti a lidských práv. Dne 12. září 2021 byl prohlášen za blahoslaveného.

## Život

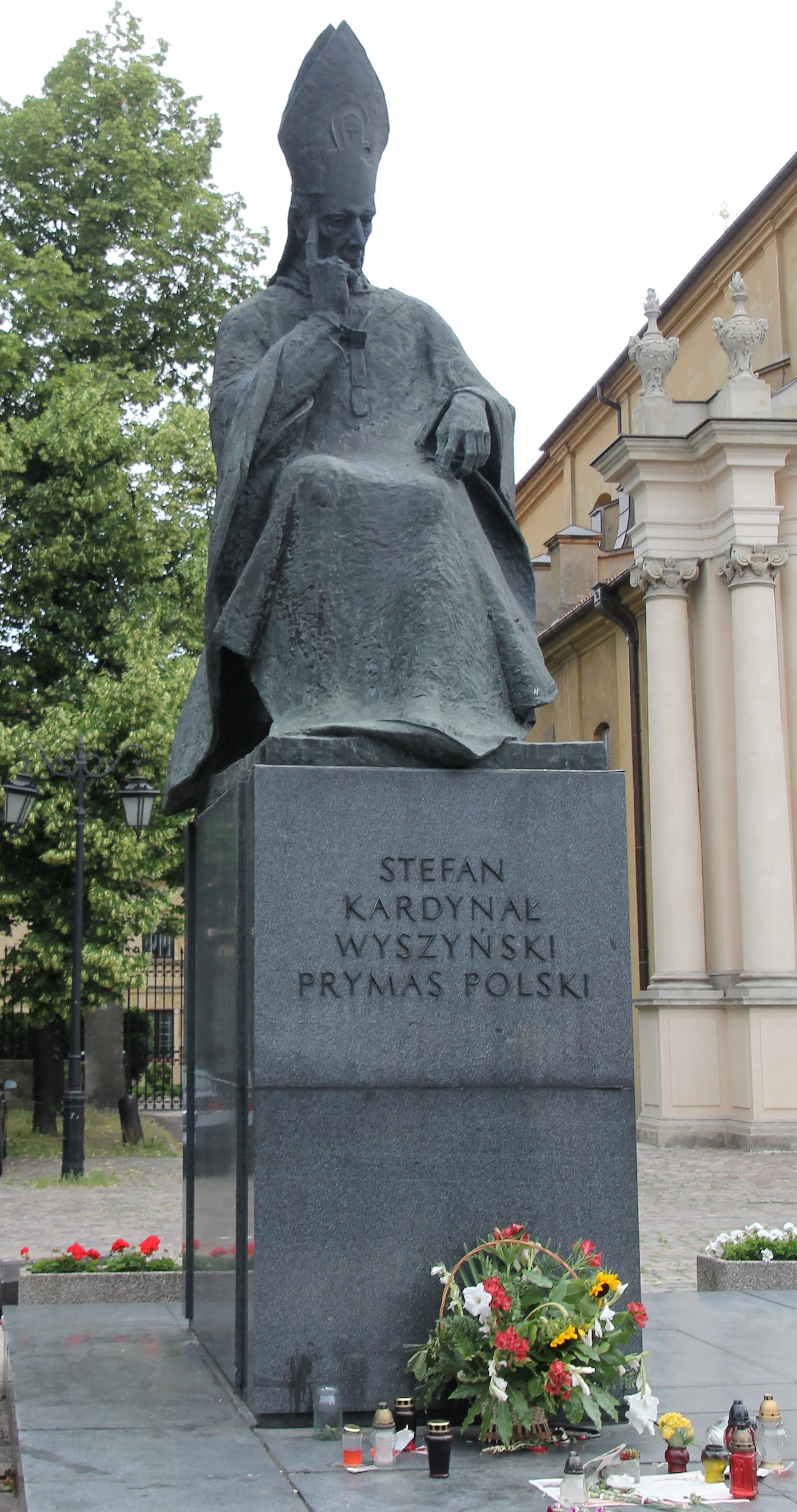
pomník ve Varšavě

V roce 1920 vstoupil do semináře ve Włocławku a po čtyřech letech studií byl vysvěcen na kněze. V letech 1925 až 1929 pokračoval ve studiích na Katolické univerzitě v Lublinu, která zakončil doktorátem. Po vypuknutí druhé světové války se ukrýval před gestapem.
Po skončení války se vrátil zpět do Włocławku, kde reorganizoval seminář a zastával funkci rektora. Roku 1946 ho papež ct. Pius XII. jmenoval lubliňským biskupem. Do svého biskupského erbu dal slova „Soli Deo“ (Jedinému Bohu). Služba Bohu samotnému skrze Marii byla patrná v celém jeho životě.
Po smrti kardinála ct. Augusta Hlonda roku 1948 byl Wyszyński jmenován arcibiskupem metropolitou hnězdněnským a varšavským, primasem Polska. Roku 1953 ho papež ct. Pius XII. jmenoval kardinálem.
Na počátku padesátých let, v období napětí mezi polskou vládou a církví, nechaly komunistické orgány kardinála Wyszyńského uvěznit – zběžně: v Rychwałdě Królewském, Stoczku Warmińském, Prudníku a Komańczi. Na posledním místě své izolace 16. května 1956 napsal text Jasnohorské sliby národa polského (Jasnogórskie Śluby Narodu Polskiego).

## Beatifikace
Dne 18. prosince 2017 ho papež František prohlásil za ctihodného. Jeho beatifikace byla původně stanovena na 7. červen 2020, ale v důsledku pandemie covidu-19 byla přesunuta. Nové datum bylo stanoveno na neděli 19. září 2021.

## Odkazy

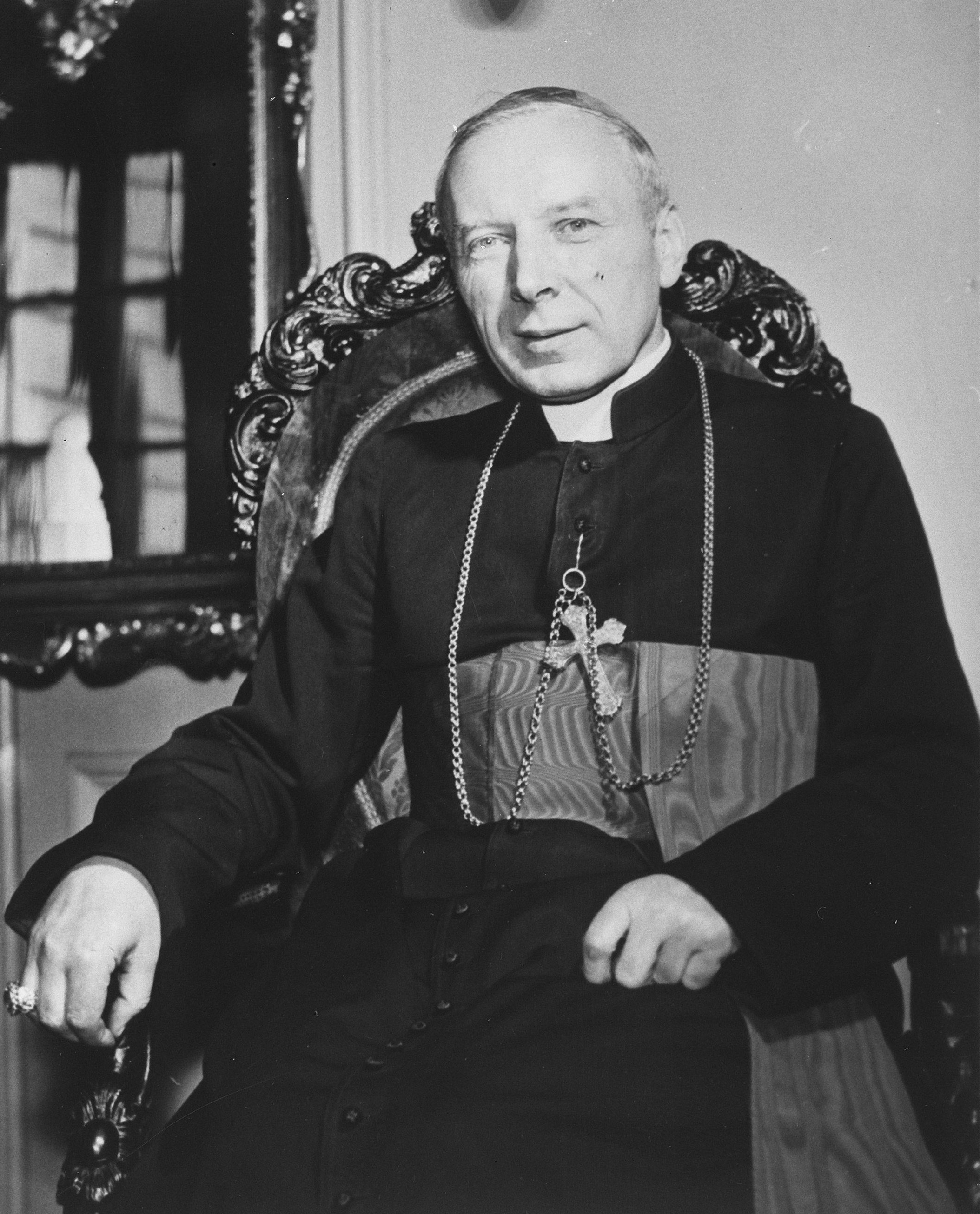
Fotografie z roku 1961